# Pierre Salducci
Pierre Salducci, né en 1960 à Rouen, est un romancier, nouvelliste, chroniqueur littéraire, éditeur et militant gay français.

## Biographie
Pierre Salducci a travaillé pour de nombreux médias de la presse écrite et audio-visuelle en France, en Belgique et au Québec, ainsi que pour diverses structures éditoriales. Depuis 1993, il a publié des dizaines d'articles et une quinzaine de livres, dont 3 romans, 2 recueils de nouvelles, et divers documents comme des études, essais ou biographies. Ses écrits lui ont valu plusieurs prix et distinctions ainsi que des bourses littéraires. Ils ont également été sélectionnés pour des anthologies.
Après une formation en lettres modernes jusqu’au doctorat, qu'il n'a pas obtenu, Salducci a quitté la France pour vivre au Québec pendant plus de 15 ans. En tant que critique littéraire, il a été chroniqueur pour diverses émissions télé et radio de Radio-Canada et a collaboré à plusieurs périodiques comme Le Devoir, Lettres québécoises, La Voix du village ou L'Itinéraire. Il y a été également collaborateur régulier de nombreux sites Internet.
Salducci fait ses armes dans l'édition à la direction des revues NYX et XYZ, puis il est engagé par les éditions XYZ. Il collabore également avec les éditions Paulines, Flammarion Québec, Logique, de Mortagne, Mnémosyne, etc. Au tournant des années 2000, il fonde et dirige la collection L’Heure de la sortie aux éditions Stanké, maison d'édition dont il devient le directeur littéraire.
En tant que critique littéraire, Salducci a été chroniqueur pour diverses émissions télé et radio de Radio-Canada. À partir des années 1990, Salducci devient militant et s’engage dans des organismes de défense des droits des gay et lesbiennes (Centre Communautaire gay de Montréal) ainsi que dans des associations de luttes contre le sida.
Au tournant des années 2000, il fonde et dirige la première collection de littérature gay du Québec, L’Heure de la sortie. Il lance également l’Union des écrivains gays, un regroupement d’auteurs qui œuvrent pour la diffusion et la visibilité de la littérature à thématique homosexuelle. Enfin, il met en ligne et dirige le site la-reference.info qui pendant 6 ans sera le seul site francophone entièrement consacré à la littérature gay et lesbienne. Il collabore également avec la SODEC en tant qu'évaluateur de scénarios pour le cinéma.
En 2005, Pierre Salducci a quitté le Québec pour revenir vivre en Europe où il travaille dans l'événementiel et la conception publicitaire. Il a également fondé son agence littéraire et se consacre à aider les auteurs à publier en proposant ses services d’écriture et de conseil en édition. Il continue parallèlement sa carrière de journaliste en écrivant pour divers médias.

## Prix  et distinctions
- Bourse du Conseil des Arts et des Lettres du Québec (1997)
- Lauréat du concours de nouvelles de la revue Le Croquant (Lyon, France)
- Bourse de la Fondation Cyril Collard (Paris), (2000)
- Grand prix de la ville de Saint-Quentin au Festival de la nouvelle de Saint-Quentin (France), (1992)
- Grand prix de la nouvelle de la revue XYZ (1994)

## Entrevues radio et télédiffusées
- Radio Fourvrière (1989)
- Radio Libertaire, Paris, France (1989)
- Millefeuilles, Radio-Canada, télévision (1992, 1993)
- Métropoles, CISM (1993)
- Et Cupidon s’en fout, CIBL (1993)
- Point virgule, CISM (1993)
- Les Temps Modernes, Radio-Canada, télévision (1993)
- C’est comme ça!, Télé Communautaire Vidéotron (1998)
- Sortie gaie, Canal-Vie (1986)
- La Ballade des Furies, CKUT (1998)
- Multimédi’art, Radio-Canada, Chaîne culturelle (1999)
- Midi Culture, Radio-Canada, Chaîne culturelle  (2000)
- Bouguinville, Radio-Canada, Chaîne culturelle (2003)
- Radio CKSM / 1220 am (2003)
- Émission « Porte ouverte », Radio-Canada, 1re chaîne (17 septembre et 23 septembre 2004)
- Le Devoir, critique littéraire
- Radio-Canada, Millefeuilles et En toutes lettres
- Éditions Stanké, Directeur littéraire  (1998-2001)
- Presse gay (Le Point Canada devenu Gay Globe TV, Gai-pied, Têtu, Lom Magazine (France); RG, Fugues, La Voix du Village, L’itinéraire, la-référence.info (Québec)

## Journaux et périodiques
- La Presse, 5 août 2001, p. B6
- Le Devoir, 28 juillet 2006, p. a1
- Le Devoir, 11 juin 1994, p. D11
- Le Devoir, 29 mars 1994, p. B8
- Voir, 14 mars 1996,  p. 35
- Le Droit, 9 mars 1996, p. A11
- Actualité, 29 juillet 1999, p. 15
- Le Marginal, mars 2003, p. 3-8